# Ching-Te (cràter)
Ching-Te és un petit cràter d'impacte de la Lluna situat en una zona muntanyosa a l'est de la Mare Serenitatis. Es tracta d'una formació circular, en forma de bol, sense trets distintius. Al sud-sud-est del cràter apareix el cràter Fabbroni, i al nord-est se situa Littrow. Al nord de Ching-Te es localitza la Rimae Littrow, així com el cràter Clerke.

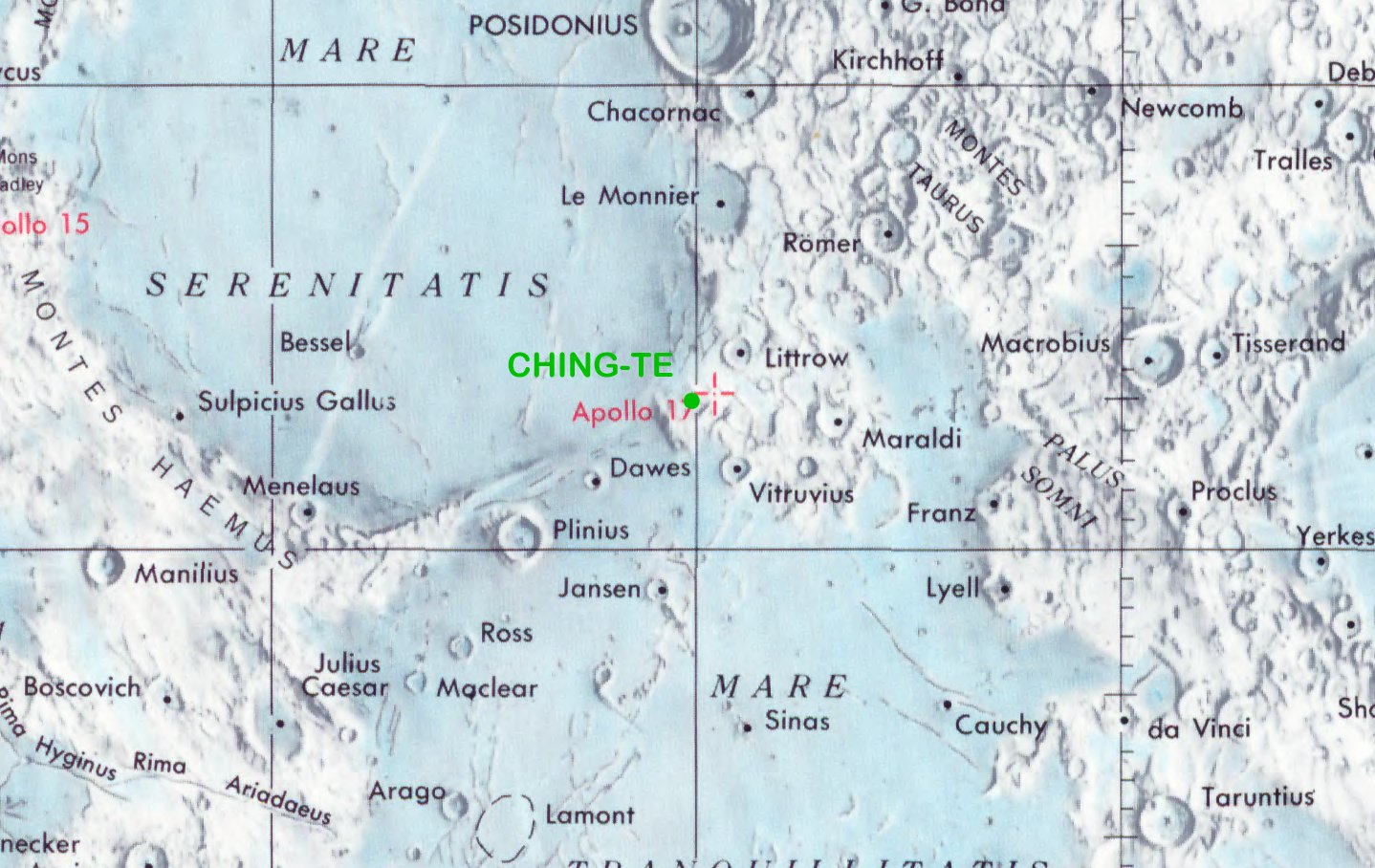
Localització de Ching-Te (centre de la imatge)
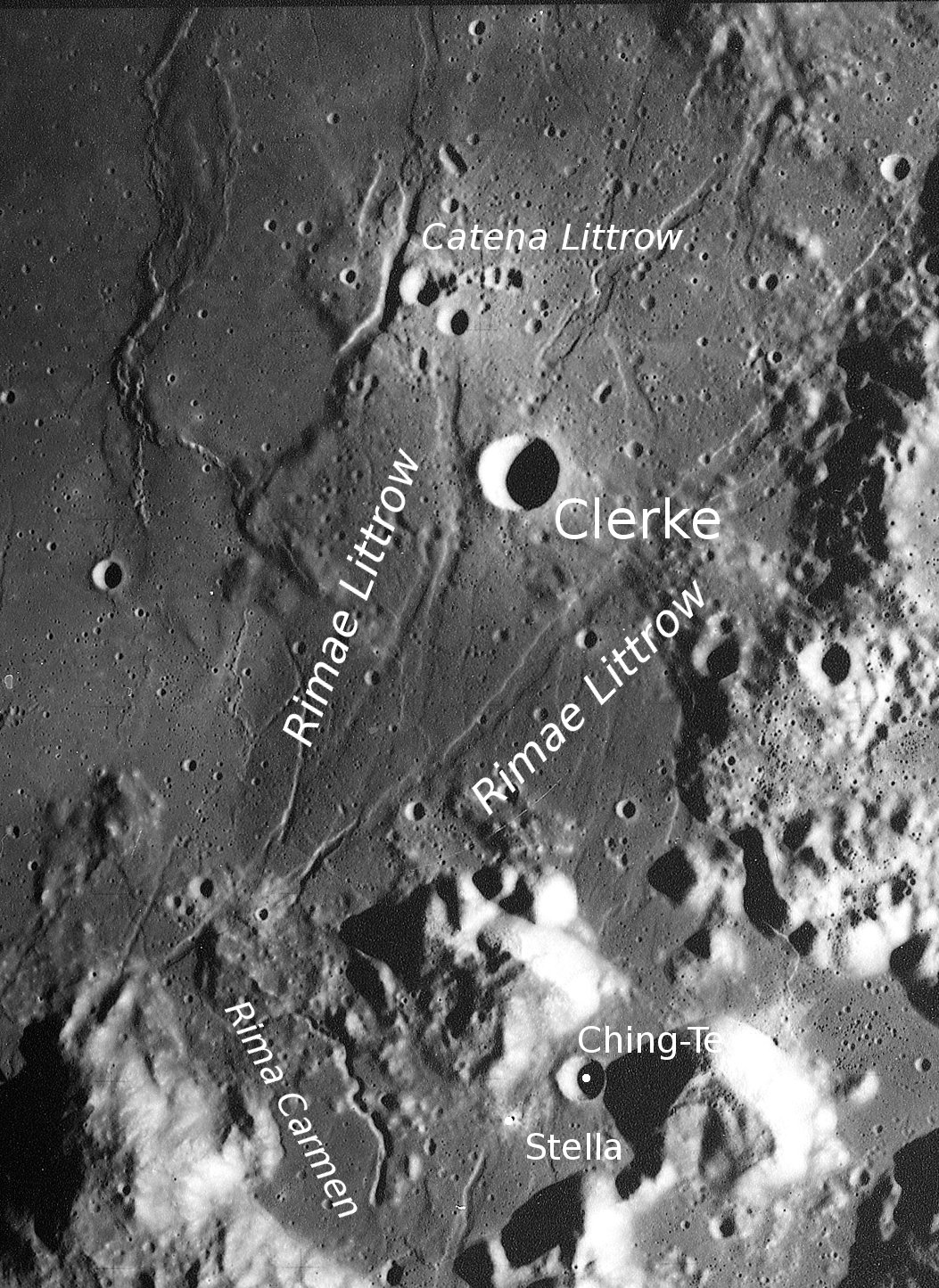
Localització de Ching-Te (imatge de la missió Apollo 17)
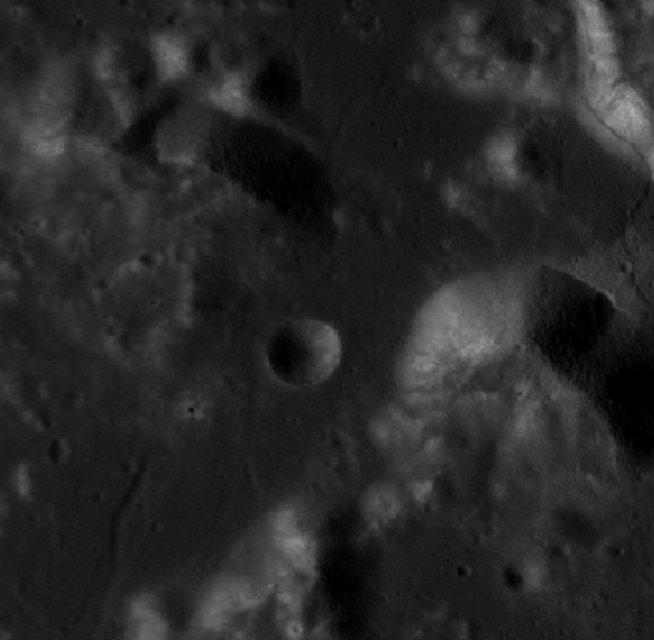
Imatge de la missió LRO

Una vall situada a uns 20 km a l'est és el lloc d'allunatge de l'expedició Apollo 17.
Entre Ching-Te i el Mons Argaeus (situat al sud-oest) es troba un petit cràter que la UAI ha anomeant Stella. La denominació d'aquest cràter és un nom femení en llatí, i igual que amb Ching-Te, no és el nom d'una persona en concret.